# Třída Ciclone
Třída Ciclone byla třída torpédovek Italského královského námořnictva z éry druhé světové války. Kombinovala vlastnosti torpédovky a eskortního torpédoborce. Celkem bylo postaveno 16 jednotek této třídy. Za války jich bylo 11 ztraceno. Část jich ukořistila německá Třetí říše. Ostatní byly po válce předány Jugoslávii a Sovětskému svazu.

## Stavba
V zásadě se jednalo o upravenou verzi třídy Pegaso, která měla sloužit zejména ve funkci eskortních torpédoborců. Měly mírně větší výtlak a mírně širší trup. Zásoba paliva byla mírně redukována. To zlepšilo stabilitu plavidel a umožnilo posílení protiletadlové výzbroje. Při stejném pohonném systému rychlost poklesla o dva uzly. Celkem bylo postaveno 16 jednotek této třídy. Jejich kýly byly založeny v letech 1941–1942 a dokončeny byly v letech 1942–1943.
Jednotky třídy Ciclone:
| Jméno       | Loděnice         | Zahájení stavby | Spuštěna         | Přijetí do služby | Osud |
| ----------- | ---------------- | --------------- | ---------------- | ----------------- | --- |
| Aliseo      | Navalmeccanica   | 1941            | 20. září 1942    | únor 1943         | Roku 1949 předána Jugoslávii jako Biokovo. |
| Animoso     | Ansaldo, Janov   | 1941            | 15. dubna 1942   | srpen 1942        | Roku 1949 předána SSSR. |
| Ardente     | Ansaldo, Janov   | 1941            | 27. května 1942  | září 1942         | Dne 12. ledna 1943 se potopila po kolizi s torpédoborcem Grecale. |
| Ardimentoso | Ansaldo, Janov   | 1941            | 27. června 1942  | prosinec 1942     | Roku 1949 předána SSSR. |
| Ardito      | Ansaldo, Janov   | 1941            | 16. března 1942  | červen 1942       | Po italské kapitulaci ukořistěna Němci a přejmenována na TA26. Dne 15. června 1944 potopena americkým námořnictvem (dle jiného pramene ji potopily britské torpédové čluny MTB).                                                                     |
| Ciclone     | CRDA, Terst      | 1941            | 1. března 1942   | květen 1942       | Dne 7. března 1943 se u Bizerty potopila na mině britské minonosky HMS Abdiel. |
| Fortunale   | CRDA, Terst      | 1941            | 18. dubna 1942   | srpen 1942        | Roku 1949 předána SSSR. |
| Ghibli      | Navalmeccanica   | 1941            | 28. února 1943   | červenec 1943     | Po italské kapitulaci byla 9. září 1943 v La Spezia potopena vlastní posádkou. Vyzvednuta Němci, opravy nebyly dokončeny. Dne 24. dubna 1945 znovu potopena v La Spezia.                                                                             |
| Groppo      | Navalmeccanica   | 1941            | 19. dubna 1942   | srpen 1942        | Dne 25. května 1943 v Messině potopena americkým letectvem. |
| Impavido    | CT, Riva Trigoso | 1941            | 24. února 1943   | srpen 1942        | Po italské kapitulaci ukořistěna Němci a přejmenována na TA23. Dne 25. dubna 1944 se potopila na mině. |
| Impetuoso   | CT, Riva Trigoso | 1941            | 20. dubna 1943   | duben 1943        | Po italské kapitulaci byla 11. září 1943 potopena na Mallorce vlastní posádkou. |
| Indomito    | CT, Riva Trigoso | 1942            | 6. července 1943 | červenec 1943     | Roku 1949 předána Jugoslávii jako Triglav. |
| Intrepido   | CT, Riva Trigoso | 1942            | 8. září 1943     | leden 1944        | Po italské kapitulaci byla v Riva Trigoso ještě před dokončením potopena vlastní posádkou. Vyzvednuta Němci a dokončena jako TA25. Dne 21. června 1944 potopena americkým námořnictvem (dle jiného pramene ji potopily britské torpédové čluny MTB). |
| Monsone     | Navalmeccanica   | 1941            | 7. června 1942   | listopad 1942     | Dne 21. června 1944 v Neapoli potopena americkým letectvem. |
| Tifone      | CRDA, Terst      | 1941            | 31. března 1942  | červenec 1942     | Dne 6. května 1943 byla u tuniského pobřeží poškozena americkým letectvem a druhý den ji potopila vlastní posádka. |
| Uragano     | CRDA, Terst      | 1941            | 3. května 1942   | září 1942         | Dne 3. února 1943 se u Bizerty potopila na mině britské minonosky Abdiel. |

## Konstrukce

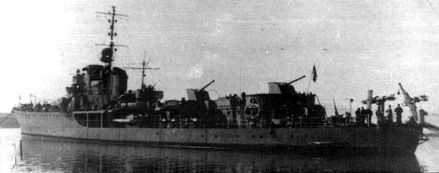
Fortunale

Hlavňovou výzbroj představovaly dva 100mm kanóny a čtyři dvojité 20mm kanóny. Torpédoborce Animoso, Ghibli, Impavido, Indomito, Intrepido a Monsone nesly na zádi ještě třetí 100mm kanón. Dále byly neseny dva dvojité 450mm torpédomety. K ničení ponorek sloužily čtyři vrhače hlubinných pum. Pohonný systém tvořily dva kotle Yarrow a dvě parní turbíny Tosi (či Parsons) o výkonu 16 000 shp, pohánějící dva lodní šrouby. Nejvyšší rychlost dosahovala 26 uzlů. Dosah byl 4000 námořních mil při rychlosti 14 uzlů.

### Modifikace
Během služby byla protiletadlová výzbroj posílena až o čtyř 20mm kanóny. Celkem jich tedy plavidla nesla až dvanáct kusů.